# Alamo Oaks (California)
Alamo Oaks es un área no incorporada ubicada en el condado de Contra Costa en el estado estadounidense de California.

## Geografía
Álamo Oaks se encuentra ubicada en las coordenadas 37°50′22″N 121°59′35″O / 37.83944, -121.99306.